# Мусієнко Василь Трохимович

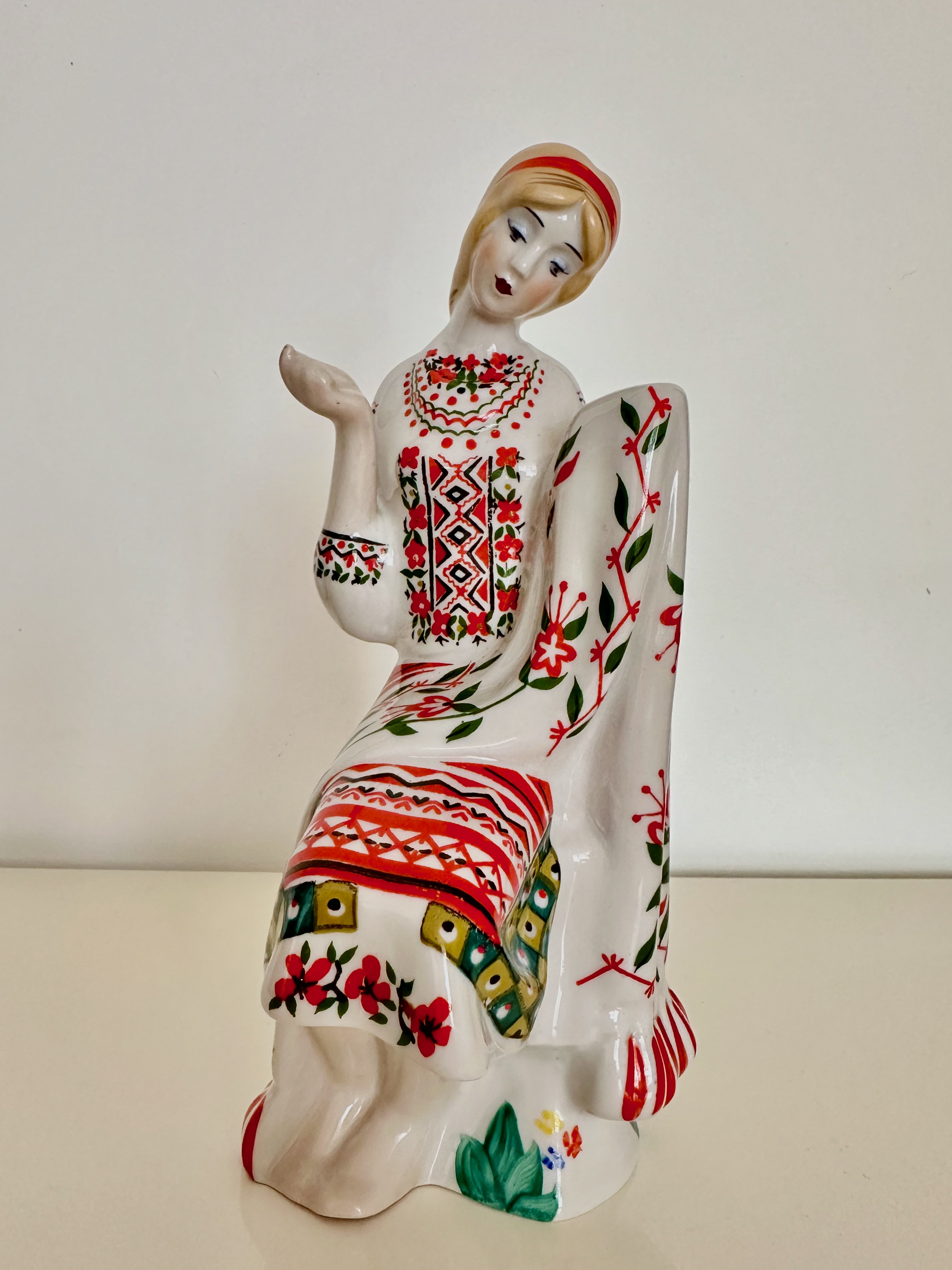

Василь Трохимович Мусіє́нко (нар. 7 травня 1954, Блідча) — український скульптор.

## Біографія
Народився 7 травня 1954 року в селі Блідчій (нині Вишгородський район Київської області, Україна). Упродовж 1976—1979 років навчався в Заочному народному університеті мистецтв у Москві; 1984 року закінчив Саратовське художнє училище, здобув кваліфікацію скульптора-виконавця, викладача дитячої художньої школи.
Протягом 1984—1986 років працював на Полонському заводі художньої кераміки; у 1986—2003 роках — скульптором на Київському експериментальному кераміко-художньому заводі/ВАТ «ДЕФФА»; у 2006—2014 співпрацював з приватним підприємством ТОВ «АТТА» у Запоріжжі, що виробляє сувенірну продукцію.

## Творчість
Автор виробів:
скульптури
- «Клоун» (1984);
- «Капітан» (1985);
- «Кухар» (1985);
- «Юніор» (1985);
- «Гуцульський танець» (1986);
- «Іспанський танець» (1986);
- «Мелодія» (1986);
- «Мрійник» (1986);
- «Подою корову» (1986);
- «Солоха і дяк» (1986);
- «Ворожка» (1987);
- «Українка» (1987);
- «Гопак» (1988);
- «Карапет» (1988);
- «Козачки» (1988);
- «Оленка» (1988);
- «Ой там, на товчку» (1989);
- «Біля дзеркала» (1990);
- «Мавка» (1991);
- «Мамина пісня» (1991);
- «Козак» (1992);
- «Несе Галя воду» (1993);
- «Закохані» (1994);
- «Русалочка» (1994);
- «У дозорі» (2009);

інше
- штоф «Гопак» (1992);
- сервіз «Корчма» (2008);
- шахи «Диканька» (2009).

Крім виготовлення моделей форм, займався розписом.
Окремі вироби зберігаються в Національному музеї українського народного декоративного мистецтва (15 творів), Музеї «Київський фарфор» та приватних колекціях.